# Can Portell
Can Portell, anomenada també Ca n'Amigó de Dalt o Mas Ferran, és una casa situada a la Serra de Collserola dins del municipi de Molins de Rei.

## Descripció
Gran casa de caràcter modernista tancada per un pati i formada per planta baixa i dos pisos. La façana es caracteritza per l'obertura de grans finestres rectangulars, les del primer pis obertes a un balcó. Totes estan emmarcades per esgrafiats tapats per la pintura. A la part superior de la façana es pot llegir a un costat "VILLA NARCISA" i a l'altre "1917". El conjunt de l'edifici està rematat per un frontó esglaonat amb una elevació a la part central. L'interior de la construcció està reformat i adaptat a la seva utilitat actual.

## Història
La primera notícia d'aquest mas pertany a l'any 1503, en relació amb la família Amigó. L'any 1917 es va reformar completament la casa, donant-li un aire modernista